# Karangpawitan (Karawang Barat)
Karangpawitan is een bestuurslaag in het regentschap Karawang van de provincie West-Java, Indonesië. Karangpawitan telt 28.117 inwoners (volkstelling 2010).